# Koniec 5′

Przykład dwuniciowego oligonukleotydu DNA z dwoma fosforylowanymi końcami 5′ (5′ end). Końce 3′ (3′ end) nie są ufosforylowane

Koniec 5′ (czytaj: „koniec pięć prim”) – koniec nici kwasu nukleinowego (DNA lub RNA), jeden z jej skrajnych nukleotydów, zawierający wolną lub fosforylowaną grupę 5′-hydroksylową.
Koniec 5′ jest zarówno nukleotydem skrajnym, jak i pierwszym, ponieważ zgodnie z przyjętą konwencją kolejność nukleotydów w cząsteczce podaje się poczynając od jej końca 5′ do końca 3′.
Liniowa jednoniciowa cząsteczka kwasu nukleinowego ma jeden koniec 5′ i jeden 3′; dwuniciowa – dwa końce 5′ (po jednym na każdej nici) i dwa końce 3′. Cząsteczka kolista (obojętnie jedno- czy dwuniciowa) nie ma żadnych wolnych końców.